# Denemarken op de Olympische Winterspelen 2010

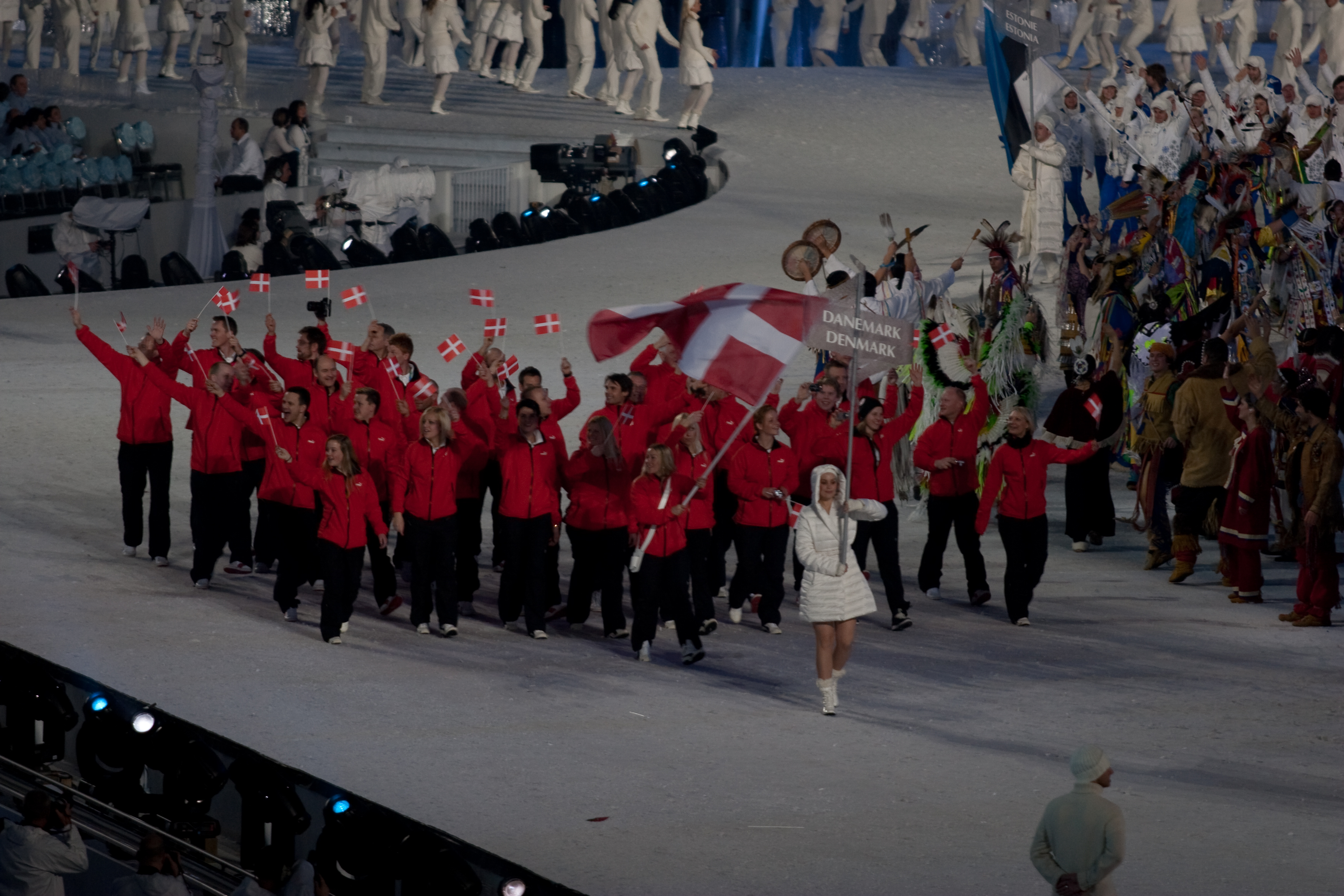
Het team van Denemarken bij de opening

Tijdens de Olympische Winterspelen van 2010, die in Vancouver (Canada) werden gehouden, nam Denemarken voor de twaalfde keer deel aan de Winterspelen.

## Deelnemers en resultaten
(m) = mannen, (v) = vrouwen 

### Alpineskiën
| Olympiër         | Discipline       | Resultaat | Prestatie                          |
| ---------------- | ---------------- | --------- | ---------------------------------- |
| Johnny Albertsen | afdaling (m)     | 53e       | 2.00,12 (+5,81)                    |
| Johnny Albertsen | super g (m)      | 40e       | 1.35,69 (+5,35)                    |
| Markus Kilsgaard | reuzenslalom (m) | dq        | diskwalificatie                    |
| Markus Kilsgaard | slalom (m)       | dns       | niet gestart                       |
|                  |                  |           |                                    |
| Yina Moe-Lange   | reuzenslalom (v) | 47e       | 2.43,67 (+16,56) — 1.24,68+1.18,99 |
| Yina Moe-Lange   | slalom (v)       | 52e       | 2.04,70 (+21,81) — 1.02,75+1.01,95 |

### Biatlon
| Olympiër           | Discipline            | Resultaat | Prestatie                                  |
| ------------------ | --------------------- | --------- | ------------------------------------------ |
| Oystein Slettemark | 10 km sprint (m)      | 86e       | 30.55,8 (+6.48,0) pen.: 7 (3 + 4)          |
| Oystein Slettemark | 20 km individueel (m) | 88e       | 61.12,9 (+12.50,4) pen.: 8 (2 + 1 + 2 + 3) |

### Curling
| Olympiër                                                                 | Discipline | Resultaat | Prestatie |
| ------------------------------------------------------------------------ | ---------- | --------- | --- |
| Johnny Frederiksen Bo Jensen Mikkel Poulsen Ulrik Schmidt Lars Vilandt   | mannen     | 9e        | Groepsfase: 5- 6 Zwitserland 1- 8 China 7- 6 Verenigde Staten 6- 9 Groot-Brittannië 3-10 Canada 3- 6 Noorwegen 9- 5 Duitsland 5- 6 Frankrijk 6- 7 Zweden |
|                                                                          |            |           | |
| Denise Dupont Madeleine Dupont Ane Hansen Angelina Jensen Camilla Jensen | vrouwen    | 5e        | Groepsfase: 5- 6 Zweden 3- 7 Rusland 7- 6 Verenigde Staten 1-11 China 4- 5 Canada 7- 8 Zwitserland 6- 5 Duitsland 9- 8 Groot-Brittannië 7- 5 Japan       |

### Freestyleskiën
| Olympiër                 | Discipline    | Resultaat | Prestatie                                                      |
| ------------------------ | ------------- | --------- | -------------------------------------------------------------- |
| Sophie Fjellvang-Sølling | ski cross (v) | 21e       | kwalificatie: 20e (1.20,41) achtste finale: 3e - uitgeschakeld |

### Langlaufen
| Olympiër         | Discipline                    | Resultaat | Prestatie             |
| ---------------- | ----------------------------- | --------- | --------------------- |
| Jonas Thor Olsen | 15 km vrije stijl (m)         | 76e       | 39.01,8 (+5.25,5)     |
| Jonas Thor Olsen | achtervolging 15 km+15 km (m) | 55e       | gedubbeld             |
| Jonas Thor Olsen | 50 km massastart klassiek (m) | 48e       | 2:25.00,09 (+19.25,4) |

### Schaatsen
| Olympiër       | Discipline | Resultaat | Prestatie        |
| -------------- | ---------- | --------- | ---------------- |
| Cathrine Grage | 3000 m (v) | 27e       | 4.20,93 (+18,40) |
| Cathrine Grage | 5000 m (v) | 14e       | 7.23,83 (+32,91) |

### Snowboarden
| Olympiër               | Discipline | Resultaat | Prestatie                                                   |
| ---------------------- | ---------- | --------- | ----------------------------------------------------------- |
| Julie Wendel Lundholdt | cross (v)  | 15e       | kwalificatie: 15e (1.31,29) kwartfinale: 4e - uitgeschakeld |

Albanië · Algerije · Andorra · Argentinië · Armenië · Australië · Azerbeidzjan · België · Bermuda · Bosnië en Herzegovina · Brazilië · Bulgarije · Canada · Chili · China · Chinees Taipei · Colombia · Cyprus · Denemarken · Duitsland · Estland · Ethiopië · Finland · Frankrijk · Georgië · Ghana · Griekenland · Groot-Brittannië · Hongarije · Hongkong · Ierland · IJsland · India · Iran · Israël · Italië · Jamaica · Japan · Kaaimaneilanden · Kazachstan · Kirgizië · Kroatië · Letland · Libanon · Liechtenstein · Litouwen · Macedonië · Marokko · Mexico · Moldavië · Monaco · Mongolië · Montenegro · Nederland · Nepal · Nieuw-Zeeland · Noord-Korea · Noorwegen · Oekraïne · Oezbekistan · Oostenrijk · Pakistan · Peru · Polen · Portugal · Roemenië · Rusland · San Marino · Senegal · Servië · Slovenië · Slowakije · Spanje · Tadzjikistan · Tsjechië · Turkije · Verenigde Staten · Wit-Rusland · Zuid-Afrika · Zuid-Korea · Zweden · Zwitserland